# Bark Bay Falls
Die Bark Bay Falls sind ein Wasserfall im Abel-Tasman-Nationalpark auf der Südinsel Neuseelands. Er liegt im Lauf eines namenlosen Bachs, der kurz hinter dem Wasserfall in die Bark Bay mündet, eine Nebenbucht der Tasman Bay / Te Tai-o-Aorere. Seine Fallhöhe beträgt rund 12 Meter.
Der Wasserfall liegt direkt am Abel Tasman Coast Track und ist bei der Querung des Bachs über eine Hängebrücke zu sehen.